# Mistrovství světa ve vodním slalomu 1965
Mistrovství světa ve vodním slalomu 1965 se uskutečnilo v rakouském Spittalu pod záštitou Mezinárodní kanoistické federace. Jednalo se o 9. mistrovství světa ve vodním slalomu.

## Muži

### Kánoe
| Závod       | Zlato | Body   | Stříbro                                                                                           | Body   | Bronz | Body   |
| C1          | Gert Kleinert (GDR)                                                                                           | 335.5  | Luděk Beneš (TCH)                                                                                 | 374.0  | Manfred Schubert (GDR)                                                                                              | 383.3  |
| C1 družstvo | Československo Jiří Vočka Luděk Beneš Bohuslav Pospíchal                                                      | 472.8  | Západní Německo Christian Kaufmann Heiner Stumpf Otto Stumpf                                      | 517.9  | Východní Německo Jochen Förster Gert Kleinert Manfred Schubert                                                      | 537.9  |
| C2          | Východní Německo Günther Merkel Manfred Merkel                                                                | 369.7  | Československo Jiří Dejl Zdeněk Fifka                                                             | 432.3  | Švýcarsko Fernand Götz Wolfgang Klingebiel                                                                          | 446.9  |
| C2 družstvo | Československo Ladislav Měšťan a Zdeněk Měšťan Emil Pollert a Jaroslav Pollert Jaroslav Brejcha a Milan Kalas | 1040.2 | Jugoslávie Janez Andrejašič a Jože Gerkman Milan Vidmar a Borut Justin Franc Žitnik a Leon Žitnik | 1231.7 | Západní Německo Friedrich Bohry a Walter Gehlen Hermann Roock a Norbert Schmidt Wolf Dieter Seller a Günther Tuchel | 1322.7 |

### Kajak
| Závod       | Zlato                                                           | Body  | Stříbro                                                 | Body  | Bronz                                                   | Body  |
| K1          | Kurt Presslmayr (AUT)                                           | 276.7 | Eberhard Gläser (GDR)                                   | 277.4 | Uli Raysz (FRG)                                         | 277.7 |
| K1 družstvo | Západní Německo Manfred Vogt Eugen Weimann Horst Dieter Engelke | 493.5 | Východní Německo Eberhard Gläser Fritz Lange Rolf Luber | 519.2 | Rakousko Robert Fabian Manfred Hausmann Kurt Presslmayr | 565.8 |

## Ženy

### Kajak
| Závod       | Zlato                                                             | Body  | Stříbro                                                        | Body  | Bronz                                                               | Body  |
| K1          | Ursula Gläserová (GDR)                                            | 310.7 | Lia Merkelová (GDR)                                            | 345.5 | Bärbel Körnerová (FRG)                                              | 381.3 |
| K1 družstvo | Východní Německo Ursula Gläserová Bärbel Richterová Lia Merkelová | 420.5 | Československo Bohumila Kapplová Renata Knýová Ludmila Polesná | 592.7 | Západní Německo Heide Boikatová Bärbel Körnerová Kirsten Schmidtová | 722.2 |

## Mix

### Kánoe
| Závod       | Zlato | Body  | Stříbro | Body  | Bronz | Body   |
| C2          | Československo Lidmila Sirotková Gabriel Janoušek                                                                   | 475.4 | Československo Jiřina Šedivcová Josef Šedivec                                                                            | 494.1 | Východní Německo Erika Schönfeldová Horst Wängler                                                           | 532.4  |
| C2 družstvo | Východní Německo Edith Graboová a Werner Lempert Monika Lehmannová a Rolf Müller Erika Schönfeldová a Horst Wängler | 747.2 | Československo Milada Absolonová a Antonín Absolon Lidmila Sirotková a Gabriel Janoušek Jiřina Šedivcová a Josef Šedivec | 843.8 | Francie Simone Blancová a Gérard Ghidini Michele Olryová a Michel Berthenet Henriette Guetteová a Jean Olry | 2117.5 |

## Medailové pořadí zemí
| Pořadí | Země             | Zlato | Stříbro | Bronz | Celkem |
| ------ | ---------------- | ----- | ------- | ----- | ------ |
| 1      | Východní Německo | 5     | 3       | 3     | 11     |
| 2      | Československo   | 3     | 5       | 0     | 8      |
| 3      | Západní Německo  | 1     | 1       | 4     | 6      |
| 4      | Rakousko         | 1     | 0       | 1     | 2      |
| 5      | Jugoslávie       | 0     | 1       | 0     | 1      |
| 6      | Francie          | 0     | 0       | 1     | 1      |
| 6      | Švýcarsko        | 0     | 0       | 1     | 1      |
| Celkem | Celkem           | 10    | 10      | 10    | 30     |